# Ladysmith Black Mambazo
Ladysmith Black Mambazo er et sydafrikansk mandskor som synger i de lokale stilarter isicathamiya og mbube. De blev internationalt kendte da de sang med Paul Simon på hans album Graceland fra 1986 og har vundet adskillige priser, bl.a. fem Grammy Awards. De dedikerede deres femte Grammy til den afdøde præsident Nelson Mandela.
Gruppen blev dannet af Joseph Shabalala i 1960 og blev en af Sydafrikas mest produktive pladekunstnere med adskillige guld- og platinalbum.

## Medlemmer
Oprindeligt bestod koret af Joseph Shabalala, hans brødre Headman og Enoch, deres fætre Albert, Milton, Funokwakhe, Abednego og Joseph Mazibuko, foruden deres nære venner Matovoti Msimanga og Walter Malinga. Sammenlagt har koret haft mere end 30 forskellige medlemmer gennem tiden siden 1960. Men siden 1993 har der kun været to ændringer i korets sammensætning.
Kormedlemmerne bor i eller nær Pinetown, tæt på kystbyen Durban i KwaZulu-Natal. Korets nuværende medlemmer er Joseph Shabalala; hans sønner Thamsanqa, Msizi, Thulani og Sibongiseni; fætrene Albert og Abednego Mazibuko; og vennerne Russel Mthembu og Ngane Dlamini.